# Heinrich Rohrer
Heinrich Rohrer (Buchs, 6. lipnja 1933. – Wollerau, 16. svibnja 2013.), švicarski fizičar. Studirao na Saveznoj tehničkoj visokoj školi (ETH) u Zürichu, gdje je i doktorirao 1960. Od 1963. radi u IBM-ovu istraživačkom laboratoriju u Rüschlikonu. Najviše se bavi magnetskim faznim dijagramima, nuklearnom magnetskom rezonancijom i supravodljivošću. S Gerdom Binnigom podijelio je 1986. polovicu Nobelove nagrade za fiziku za doprinos u razvoju pretražnoga mikroskopa s tuneliranjem (drugu polovicu Nobelove nagrade dobio je Ernst Ruska).

## Pretražni mikroskop s tuneliranjem
Pretražni mikroskop s tuneliranjem (STM, kratica od engl. Scanning Tunneling Microscope) je mikroskop kojim se promatraju površine metala i drugih električki vodljivih materijala preciznošću na razini atoma. Najvažniji je dio pretražnog mikroskopa s tuneliranjem oštri vrh od volframa, platine, iridija, ugljikove nanocijevi ili nekog drugog vodljivoga materijala koji u idealnom slučaju čini samo jedan ili nekoliko atoma. Kada je vrh blizu površine (nanometar i manje), u vakuumu između vrha i površine dolazi do tuneliranja elektrona. Kako se vrh pomiče duž površine, zbog površinskih nepravilnosti i nehomogenosti na razini atoma, udaljenost i električna struja između vrha i površine se mijenjaju, a promjena jakosti struje može se tumačiti kao slika površine. Za otkriće pretražnog mikroskopa s tuneliranjem, Gerd Binnig i Heinrich Rohrer dobili su Nobelovu nagradu za fiziku 1986.